# Guerra nell'infinito
Guerra nell'infinito  (Between Planets) è un romanzo di fantascienza per ragazzi dello scrittore statunitense Robert A. Heinlein.
Scritto e pubblicato nel 1951, originariamente in versione ridotta a puntate sulla rivista Blue Book con il titolo Planets in Combat e quello stesso anno in volume cartonato da Scribner's nella serie di romanzi per ragazzi.
La traduzione italiana di Ugo Malaguti è stata pubblicata nel 1972 dalla Libra Editrice nella collana Slan. Il meglio della fantascienza.

## Trama
Il giovane protagonista interrompe gli studi in una scuola sulla Terra e parte diretto verso Marte per evitare le conseguenze di un conflitto che sta iniziando tra i pianeti d'origine dei suoi genitori: la Terra e Venere; verrà coinvolto ugualmente e sceglierà di combattere per l'indipendenza di Venere.

## Critica
Groff Conklin ha recensito il romanzo favorevolmente, definendolo "una raffigurazione del possibile magnificamente realistica e vivida".
Boucher e McComas lo hanno posto tra i migliori romanzi di fantascienza del 1951, definendolo come "più maturo della maggior parte della fantascienza 'adulta'".
P. Schuyler Miller ha lodato il romanzo perché "messo insieme in modo molto omogeneo e logico", anche se ha notato che manca il livello di "elaborazione dei dettagli dello sfondo" che si aspettava da Heinlein.
Passando in rassegna i romanzi per ragazzi di Heinlein, Jack Williamson ha osservato che Guerra nell'infinito ha "spostato la serie ancora più lontano dalle sue origini giovanili verso problematiche adulte".
Pur definendo la trama "space opera piuttosto tradizionale", ha elogiato il romanzo per i personaggi "abilmente disegnati", l'ambientazione "ben immaginata" e la "storia raccontata con gusto".
Williamson ha anche osservato che Heinlein ha incluso nel romanzo "una dichiarazione forte circa la sua insoddisfazione per 'l'imperativo storico' che porta alla perdita della libertà individuale in conseguenza dello sviluppo delle organizzazioni governative".

## Dettagli scientifici
In questo romanzo, come in molte opere di fantascienza dell'epoca, sia Venere sia Marte sono descritti come abitabili per l'uomo:  poiché nessuna sonda spaziale interplanetarie era stata ancora lanciata, né l'estrema pressione e temperatura presenti sulla superficie di Venere né la rarefazione dell'atmosfera di Marte erano noti alla scienza. 
Neppure la lunghezza del giorno su Venere era ancora nota.

## Opere derivate
Nel 1978 Between Planets è stato pubblicato, in forma di serie a fumetti mensile, nella rivista Boys' Life.
Gli autori si sono presi alcune libertà: per esempio hanno ritratto i "draghi" di Venere come umanoidi e hanno cambiato i nomi dei pianeti, rimanendo però relativamente fedeli allo spirito della storia.